# Our (Jura)
Our é uma comuna francesa na região administrativa de Borgonha-Franco-Condado, no departamento de Jura. Estende-se por uma área de 13,86 km². Em 2010 a comuna tinha 144 habitantes (densidade: 10,4 hab./km²).